# Benton (Nou Hampshire)
Benton és una població dels Estats Units a l'estat de Nou Hampshire. Segons el cens del 2000 tenia 313 habitants.

## Demografia
Segons el cens del 2000, Benton tenia 314 habitants, 91 habitatges, i 59 famílies. La densitat de població era de 2,5 habitants per km².
Dels 91 habitatges en un 30,8% hi vivien nens de menys de 18 anys, en un 56% hi vivien parelles casades, en un 6,6% dones solteres, i en un 34,1% no eren unitats familiars. En el 28,6% dels habitatges hi vivien persones soles l'11% de les quals corresponia a persones de 65 anys o més que vivien soles. El nombre mitjà de persones vivint en cada habitatge era de 2,43 i el nombre mitjà de persones que vivien en cada família era de 2,95.
Per edats la població es repartia de la següent manera: un 18,8% tenia menys de 18 anys, un 4,5% entre 18 i 24, un 22,3% entre 25 i 44, un 22% de 45 a 60 i un 32,5% 65 anys o més.
L'edat mediana era de 48 anys. Per cada 100 dones de 18 o més anys hi havia 75,9 homes.
La renda mediana per habitatge era de 34.167$ i la renda mediana per família de 40.417$. Els homes tenien una renda mediana de 28.125$ mentre que les dones 22.188$. La renda per capita de la població era de 13.220$. Entorn del 3,8% de les famílies i el 8,8% de la població estaven per davall del llindar de pobresa.